# 莎賓娜的顫慄冒險
《莎賓娜的顫慄冒險》（英語：Chilling Adventures of Sabrina）是Netflix原創美国超自然恐怖網絡影集，改編自Archie的同名漫畫系列，由華納兄弟電視公司、貝蘭提工作室和阿奇漫畫聯合製作，執行製作人包括羅伯托·安古列-薩卡薩、葛瑞格·貝蘭提、莎拉·謝克特、李·托蘭德·克萊格和強·戈德沃特（Jon Goldwater）。
劇情以圍繞Archie漫畫系列主角莎賓娜·史佩爾曼（琪蘭·席普卡飾）進行。該系列最初於2017年9月在CW電視網頻道開拍，原計畫成為《河谷鎮》的外傳；然而，2017年12月，該項目連同兩季的拍攝計畫被轉移給Netflix。第一季的兩個部分在溫哥華同時拍攝。
第一季的第一部分（前10集）於2018年10月26日開播，獲得了大體正面評價。評論家稱讚琪蘭·席普卡的表演、劇情設定、視覺效果和導演表現。第二部分則於2019年4月5日開播。2018年12月，Netflix宣布續約本劇第二季（共16集），也分為2個部分。

## 劇情設定
莎賓娜的令人毛骨悚然的冒險故事發生在虛構的格林代爾小鎮。這是一個黑暗的成長故事，包括恐怖、恐懼和巫術。莎賓娜具有半凡人和半女巫的雙重出身。她必須努力調和水火不容的身份，同時對抗一股危害家人和人類世界的邪惡力量。

## 劇集
| Part | Season | 集数 | 集数 | 上線日期       | 上線日期       |
| ---- | ------ | ---- | ---- | -------------- | -------------- |
| 1    | 1      | 11   | 10   | 2018年10月26日 | 2018年10月26日 |
| 1    | 1      | 11   | 1    | 2018年12月14日 | 2018年12月14日 |
| 2    | 1      | 9    | 9    | 2019年4月5日   | 2019年4月5日   |
| 3    | 2      | 8    | 8    | 2020年1月24日  | 2020年1月24日  |
| 4    | 2      | 8    | 8    | 2020年12月31日 | 2020年12月31日 |

## 評價
基於101條評論，評論聚合網站爛番茄對本劇第一季第一部分給出91%（用戶評分7.77/10）的評分。該網站的共識是：「既美得令人陶醉，又邪惡得令人毛骨悚然；本劇完美展示了主演的神奇天賦，像是一個咒語讓觀眾欲罷不能。」另一評分網站Metacritic基於28位評論家的評價給出了加權平均分74分，表明評價是「基本正面」。
IGN的Alicia Lutes為第一部分評分9.2/10，稱本劇「閃耀之處在於美妙又黑暗的情節，豐富而又聰明的笑談，以及不敬甚至充滿敵對氣息的幽默」。TVLine的Dave Nemetz給了第一部分「B+」，認為「Riverdale 過於保守，不像本劇既搞笑又有自我意識」，並且本劇「已有了一個巫術般的良好開端」。Bloody Disgusting的Meagan Navarro稱讚第一部分，認為其「有趣且節奏輕快」。

## 外部連結
- 在Netflix上觀看《莎賓娜的顫慄冒險》
- 互联网电影数据库（IMDb）上《莎賓娜的顫慄冒險》的资料（英文）